# Igreja de Alvaredo
A Igreja de Alvaredo, de nome Igreja de São Martinho por ser da invocação do santo desse nome, localiza-se na freguesia de Alvaredo, município de Melgaço, Distrito de Viana do Castelo, em Portugal.

## História
Considerada uma das mais antigas da região, a primeira referência documental conhecida ao templo data do ano de 1118, após a doação por D. Onega Fernandes ao bispo da Diocese de Tui, referente à quarta parte da Igreja de São Martinho de Valadares, como era denominada à época. A transação servia como indulto de seu filho Paio Dias, que havia matado um homem num lugar de culto - a igreja de S. Tiago de Penso.
Em 25 de fevereiro de 1312, Dinis I de Portugal (1279-1325) anexou toda a terra de Valadares a Melgaço, passando a paróquia a pertencer a este concelho, mesmo que por pouco tempo, uma vez que os seus habitantes reclamaram e conseguiram a sua autonomia com a criação do seu próprio concelho, cinco anos depois (1317).
Com a extinção do concelho de Valadares em 1855, a igreja e o lugar de Alvaredo voltaram a pertencer ao concelho de Melgaço. 
Na madrugada do dia 20 de Outubro de 1939, encontrando-se a necessitar urgentemente de obras de restauro, a pequena igreja sofreu uma derrocada que afetou o telhado e parte das paredes. Reconstruída pouco tempo depois, as obras foram concluídas em 5 de julho de 1942, abrindo de novo as suas portas ao culto em 1943. Numa das paredes exteriores, é possível encontrar a placa comemorativa da obra realizada e o ano em questão.
Atualmente as missas no templo são celebradas aos Domingos, pelas 8 horas da manhã.

## Caraterísticas
Exemplar de arquitetura religiosa, de enquadramento rural. 
Ao longo dos séculos sofreu várias intervenções. O primitivo templo apresentava-se em planta de cruz latina, com apenas uma nave central, construída em cantaria autoportante aparente.
No século XVII, passou a apresentar uma planta retangular com nave, capela-mor e, a norte, um pequeno corpo servindo de sacristia, possuindo ainda dois altares edificados em adoração a Santo António e São Martinho. Mede nove metros de largura e vinte e dois de comprimento. 
O retábulo da igreja, feito apenas em madeira, é datado de 1822, tendo sido realizado pelo mestre-entalhador João Bento Barbosa de Brito, natural de Padornelo, em Paredes de Coura.
A fachada é constituída por uma porta adintelada, emoldurada de forma maciça por linhas rectas e lisas, não havendo elementos escultóricos ou decorativos, sendo apenas pontuada, acima, por uma janela de brincos com lintel encurvado e o símbolo das peregrinos de Santiago de Compostela, uma vieira. Nas extremidades, o edifício é rematado por cornijas angulares, assentadas em cunhais pilastrados e duas urnas, no seu topo. No vértice, permanece uma simples cruz latina, e do seu lado direito, ergue-se uma torre adjacente, com dois registos, sendo o último fenestrado como campanário de quatro sineiras, coroado por um coruchéu, quatro pináculos, um relógio e um catavento em forma de galo.

## Orago
São Martinho - santo do século IV, padroeiro de diversas profissões (curtidores, alfaiates, peleteiros, soldados, cavaleiros, trabalhadores da área de restauração, produtores de vinho e dos mendigos).
O seu dia de festa é comemorado a 11 de Novembro.

## Galeria

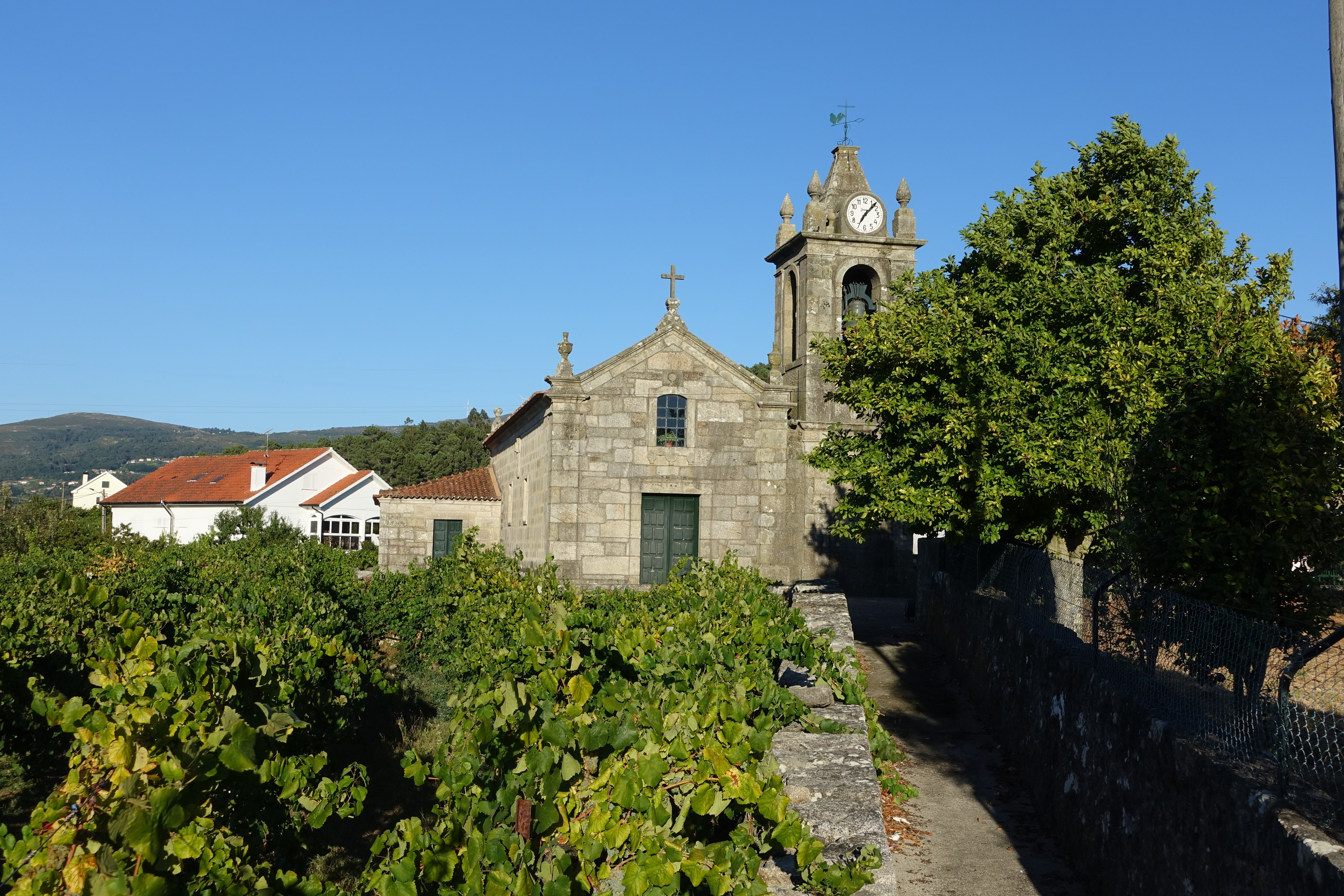
Igreja
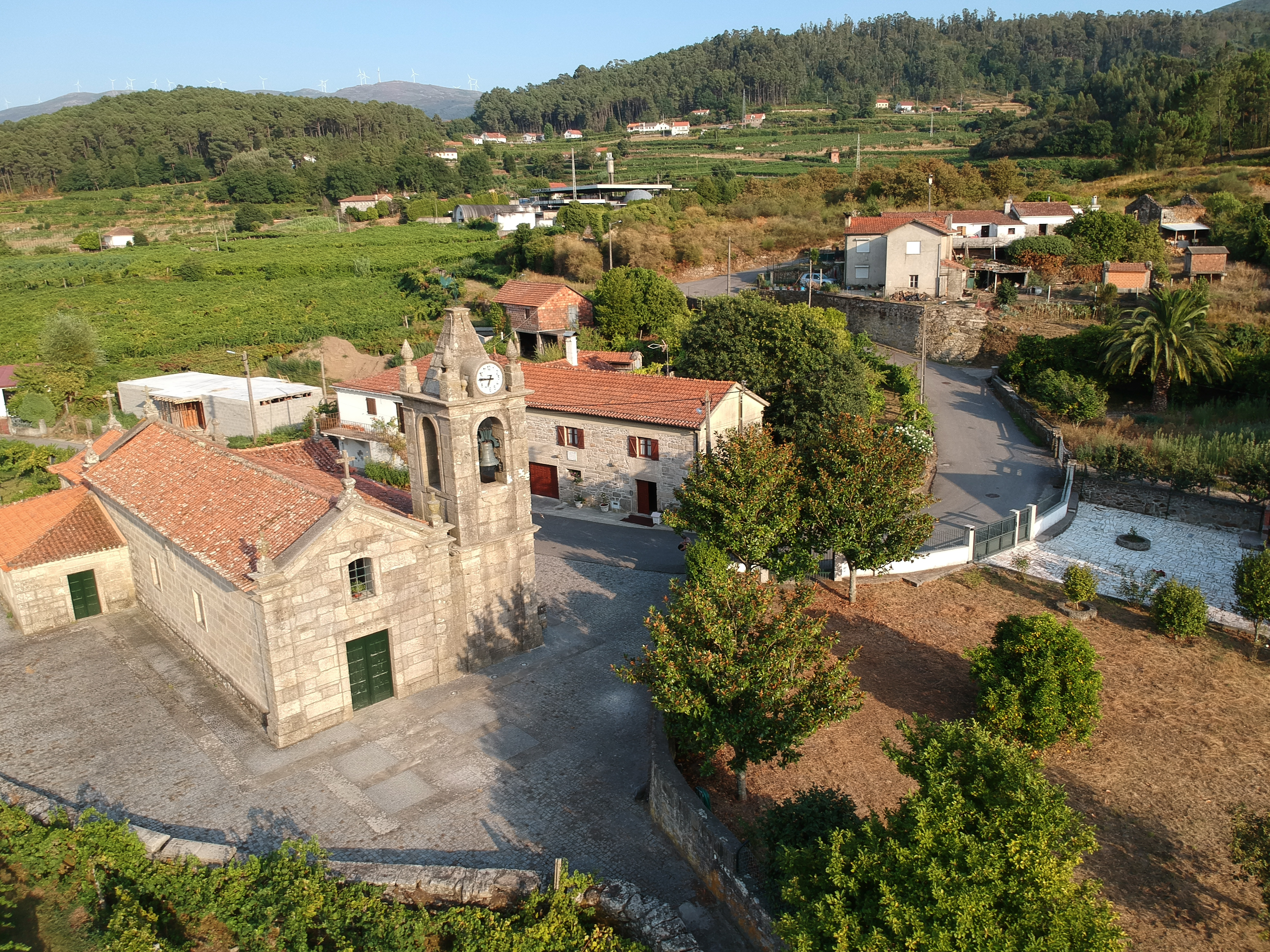
Vista Aérea
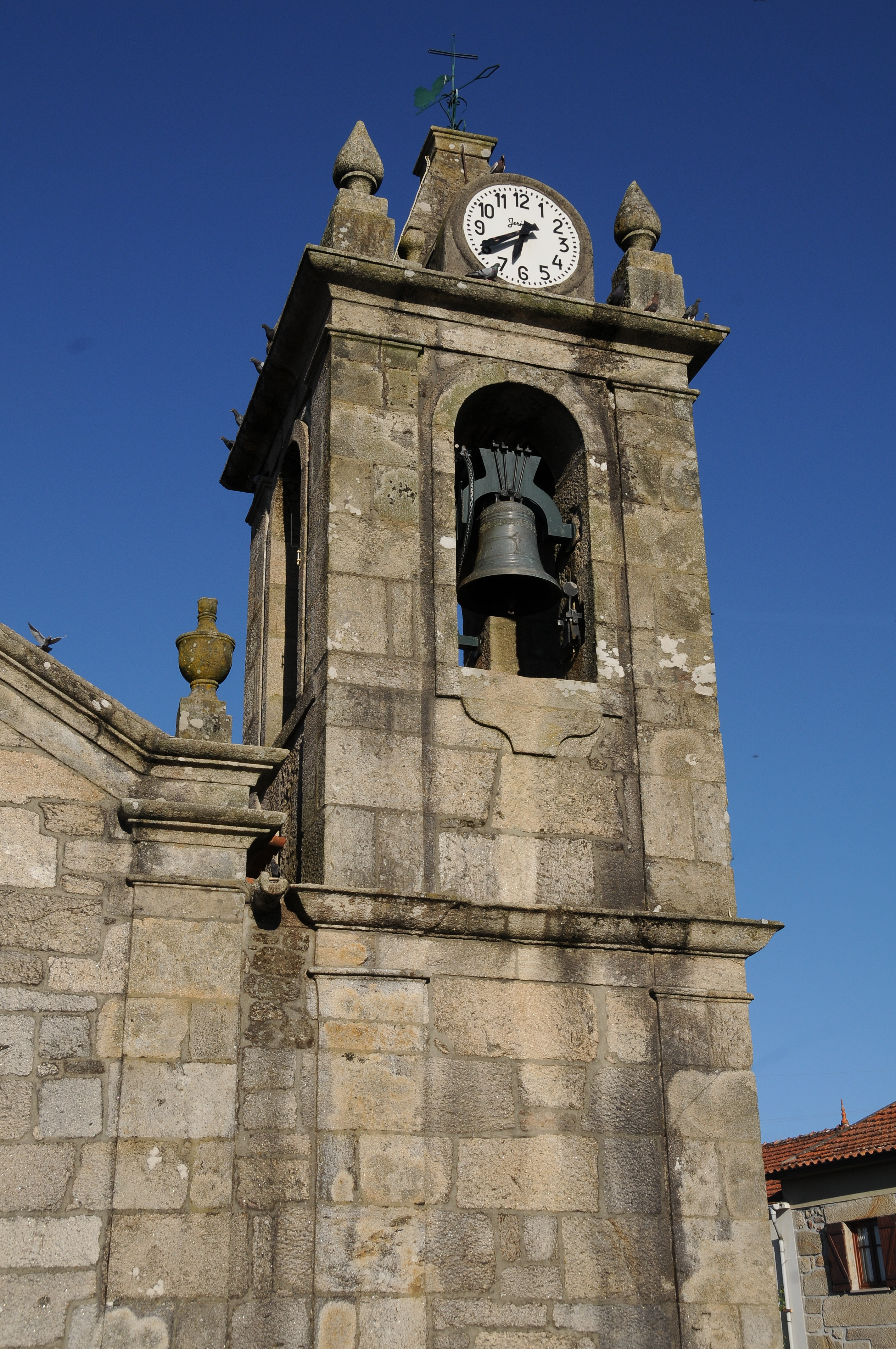
Torre Sineira
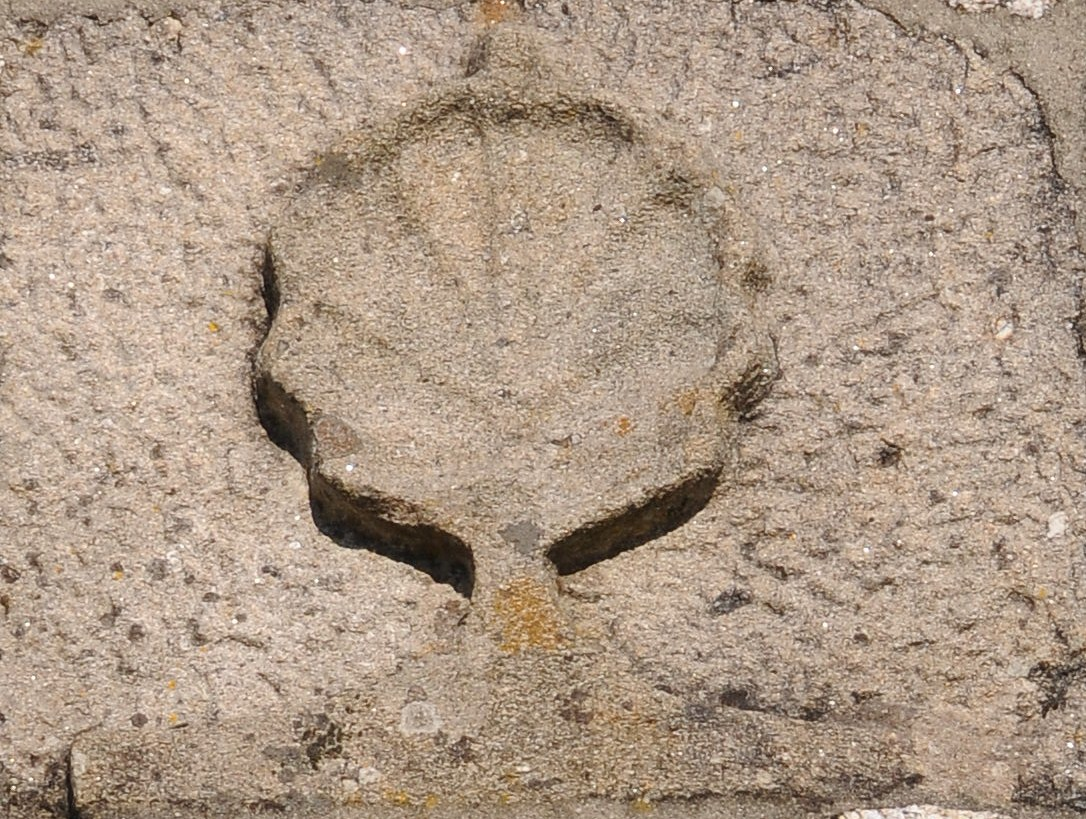
Concha de Santiago de Compostela
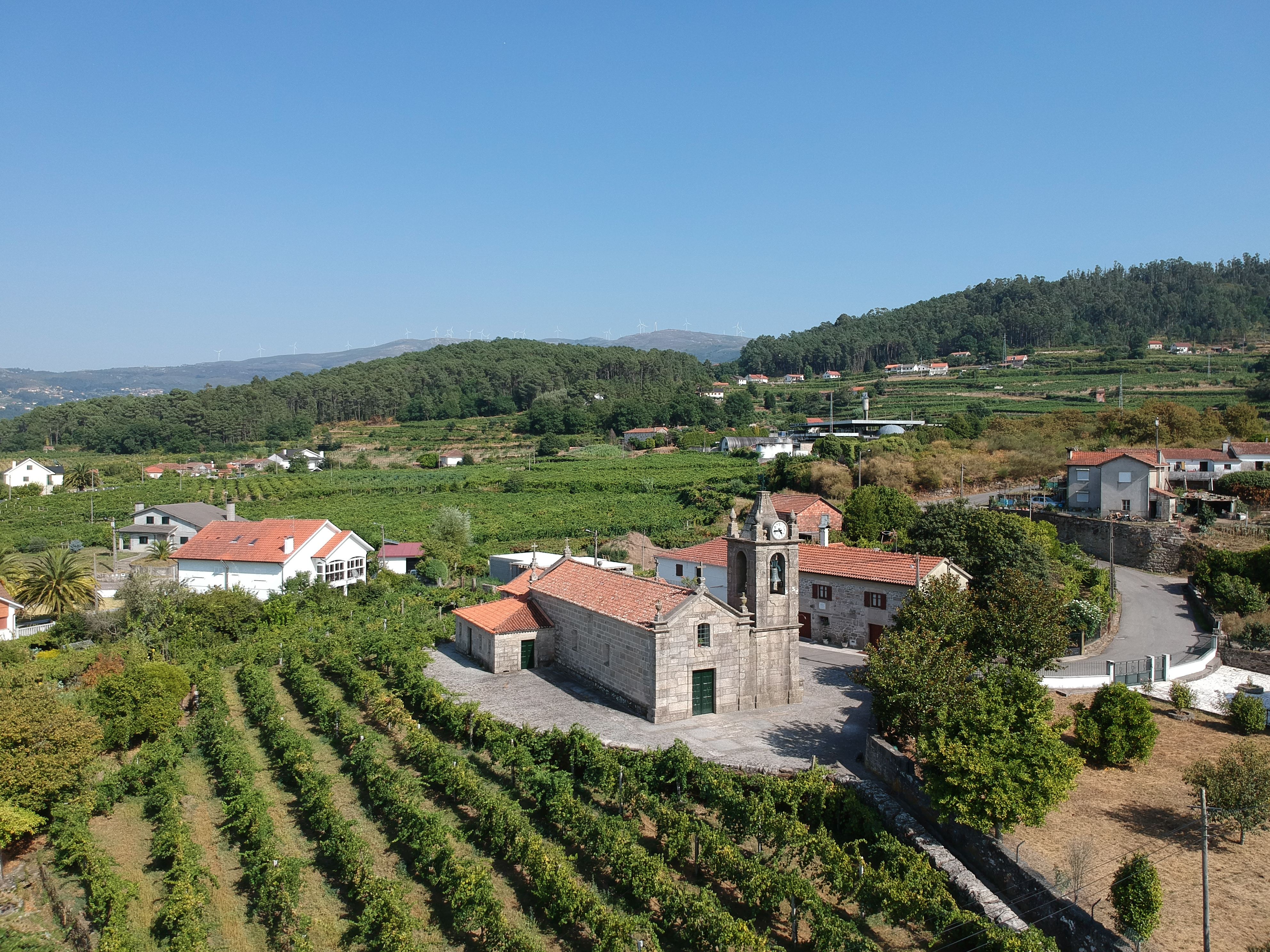
Vista Aérea
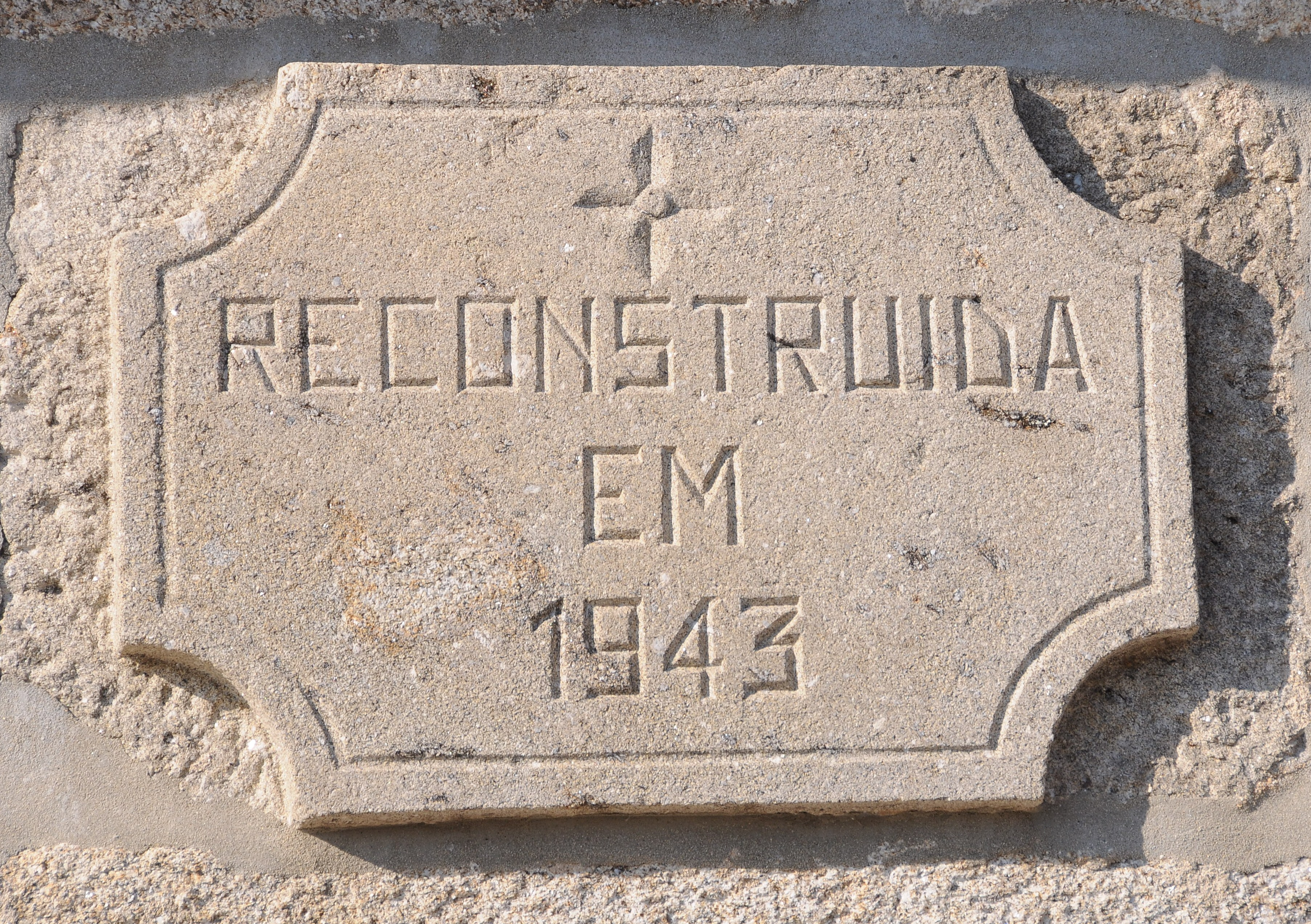
Placa Comemorativa da Reconstrução
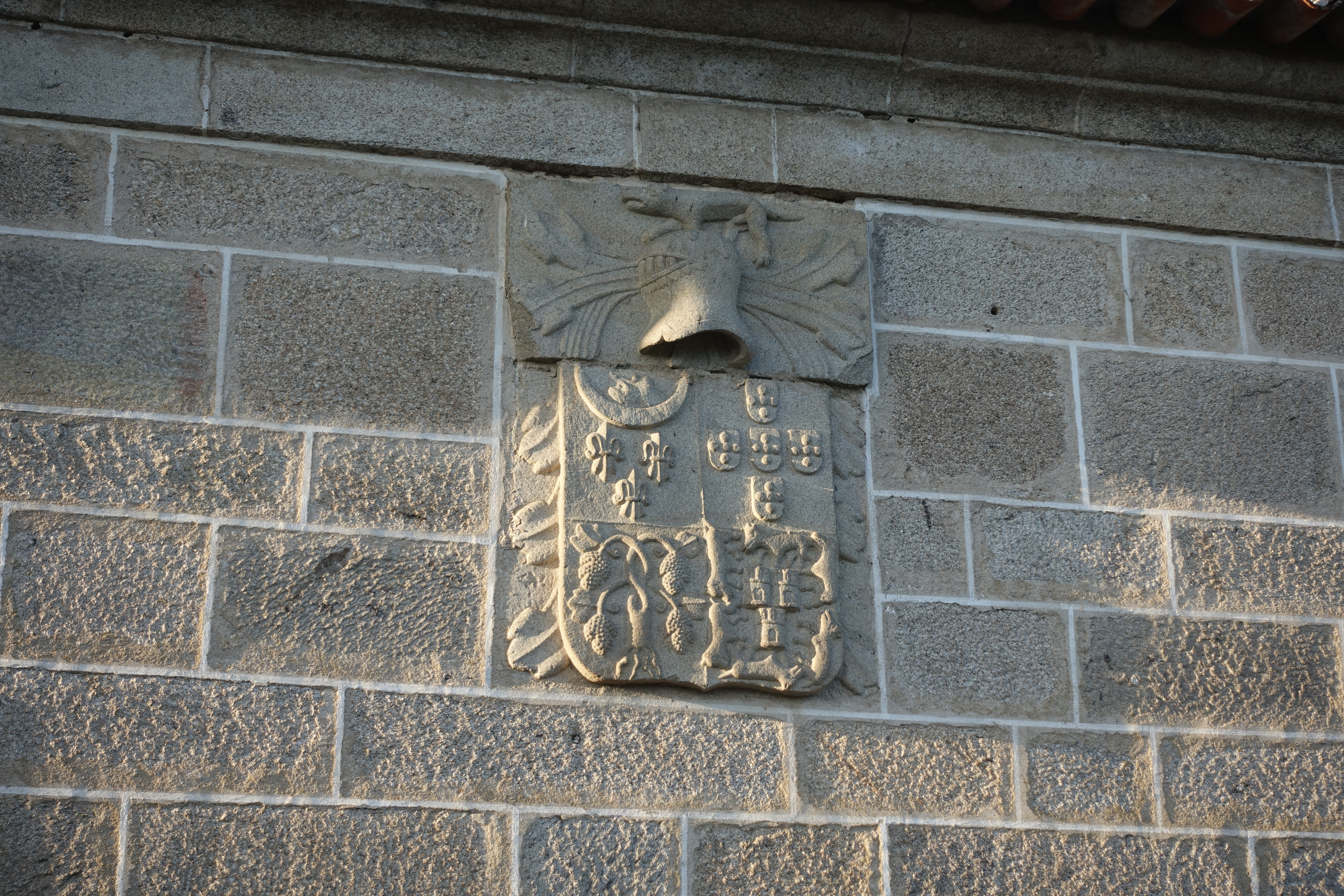
Brasão de Armas
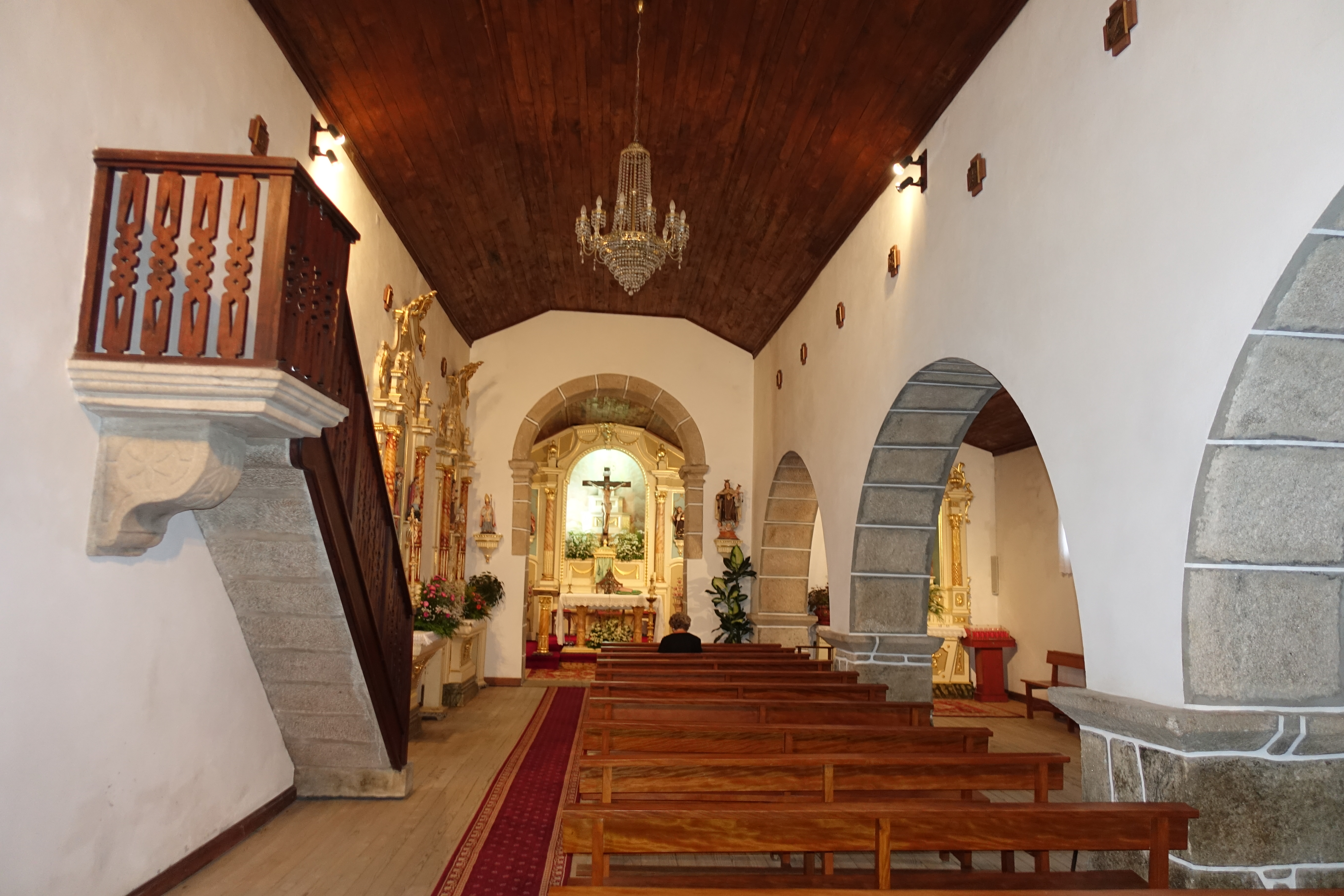
Interior